# Altos del Rosario (Colômbia)

Localização do município de Altos de Rosario no departamento de Bolívar

Altos de Rosario é um município do departamento de Bolívar, na Colômbia.